# 朱應奎
朱應奎（1504年—？），字士徵，號平野，直隸鎮江府丹陽縣人，錦衣衛匠籍，明朝政治人物。

## 生平
嘉靖七年（1528年）戊子科順天鄉試第五十三名舉人，二十年（1541年）中式辛丑科會試第二百七十六名，三甲第一百九十三名進士。授刑部雲南司主事，升刑部四川司員外郎、郎中，奉敕恤刑浙江，三十二年（1553年）出為兗州府知府，三十六年（1557年）升江西嶺北道副使。後寓居京師，題所居曰：“乾坤容吏隱，花鳥伴人間”。

## 家族
曾祖朱福海；祖父朱玉；父朱文。嫡母毛氏；生母徐氏。
長子朱棟隆，字子吉，號春海，別號瓶城子，自幼攻舉人業，有文名，屢屈場屋。後因母氏遘疾，侍奉汤药十年，遂刻意学习医术。父官亞中大夫、江西副使，随任而历两京、三吴、闽粤諸地，遍访名医，尋師會友。其医术亦愈加精湛，尤其擅于痘症，著有《痘疹不求人》、《四海同春》、《脈藥蠡管》等書。